# Magdalena Morawska

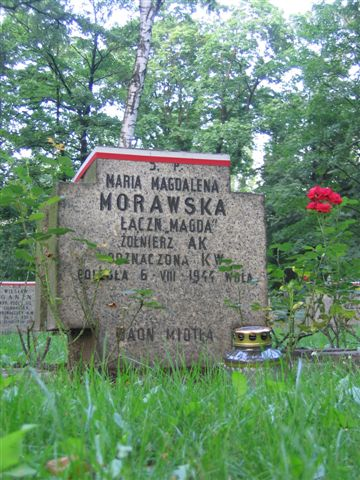
Nagrobek Magdaleny Morawskiej na Powązkach Wojskowych, Warszawa, 14 sierpnia 2007 r.

Magdalena Maria Morawska, ps. Magda, Magdalena (ur. 20 sierpnia 1922 w Jurkowie, zm. 6 sierpnia 1944 w Warszawie) – żołnierz Armii Krajowej w stopniu sierżanta, uczestniczka powstania warszawskiego.

## Życiorys
Córka Kajetana Dzierżykraj-Morawskiego i Marii z Turnów, siostra Macieja Morawskiego, Hieronima Morawskiego i Marii Barbary Ledóchowskiej. Uczyła się w Gimnazjum Sióstr Urszulanek w Poznaniu i Liceum św. Teresy, prowadzonym przez panny Szczuka w Rabce. Egzamin maturalny zdała w Warszawie na tajnych kompletach.
Podczas okupacji niemieckiej działała w Kedywie i kontrwywiadzie Armii Krajowej. Należała również do Konfederacji Narodu i współpracowała z redakcją pisma „Sztuka i Naród”. Uczestniczyła m.in. w zadaniach wywiadowczych na terenie Hamburga i Berlina.
W powstaniu warszawskim była łączniczką dowódcy Zgrupowania „Radosław”. 6 dnia powstania przy ul. Okopowej 41 została ciężko ranna. Zmarła w szpitalu Jana Bożego przy Bonifraterskiej. Miała 21 lat.
Została pochowana na Powązkach Wojskowych (kw. A24-6-16). Odznaczona Krzyżem Walecznych.

## Literatura
- Słownik Biograficzny Kobiet – uczestniczek walk o niepodległość.